# Château Jacquard
Le château Jacquard est un château situé à Sainte-Magnance, en France.

## Localisation
Le château est situé dans le département français de l'Yonne, sur la commune de Sainte-Magnance.

## Historique
L'édifice est inscrit au titre des monuments historiques en 1931.